# Meganulon
Meganulon est un kaijū apparu en 1956 dans le film Rodan.

## Liste des apparitions
- 1956 : Rodan (Sora no daikaijû Radon) de Ishirō Honda
- 2000 : Godzilla X Megaguirus (Gojira tai Megagirasu: Jī shōmetsu sakusen), de Masaaki Tezuka